# Старо-Подгороднее
Старо-Подгороднее — деревня в Зарайском районе Московской области, в составе муниципального образования сельское поселение Гололобовское (до 28 февраля 2005 года входила в состав Гололобовского сельского округа), деревня связана автобусным сообщением с райцентром и соседними населёнными пунктами.

## География
Старо-Подгороднее расположено в центре района, в 4 км на восток от Зарайска, на левом берегу реки Осётрик, в устье малой реки Коптелки, высота центра деревни над уровнем моря — 133 м.

## Население
| 2002 | 2006 | 2010 |
| ---- | ---- | ---- |
| 17   | ↗23  | ↗49  |

## История
Старо-Подгороднее впервые в исторических документах упоминается в 1790 году. Тогда в деревне числилось 10 дворов и 127 жителей, в 1858 году — 23 двора и 138 жителей. В 1929 году был образован колхоз «На новые рельсы», с 1950 года в составе колхоза «Сознание», с 1960 года — совхоз «Большевик».